# Bajadser
|  | For filmen med samme navn, se Bajadser (film) |
Bajadser (originaltitel: Pagliacci, på dansk: Klovne) er en opera fra 1892 komponeret af Leoncavallo, der også skrev operaens libretto. Operaen består af en prolog og to akter.
Handlingen udspiller sig i Calabrien i 1865. Skuespilleren Canio, der også er leder af en teatertrup, myrder sin hustru Nedda og hendes elsker Silvio på scenen under en optræden.
Operaen havde premiere ved Teatro Dal Verme i Milano den 21. maj 1892. Operaen er den eneste af komponistens værker, der stadig jævnligt opføres. Den opsættes i dag ofte sammen med Pietro Mascagnis Cavalleria rusticana.
Ved den danske førsteopførelse sang Vilhelm Herold titelrollen.

## Filmatiseringer
Operaen er blevet filmatiseret, bl.a. ved:
- I Pagliacci, en italiensk stumfilm fra 1915
- Bajadser, en dansk stumfilm fra 1919